# 舅を脅かすサムソン
『舅を脅かすサムソン』（しゅうとをおどかすサムソン、独: Simson bedroht seinen Schwiegervater、英: Samson threatening his father-in-law）は、17世紀オランダ黄金時代の巨匠レンブラント・ファン・レインが1635年にキャンバス上に油彩で制作した絵画である。『サムソンの婚宴』  (アルテ・マイスター絵画館)、『サムソンとデリラ』 (ベルリン絵画館)、『ペリシテ人に目を潰されるサムソン』 (シュテーデル美術館) とともに、『旧約聖書』の「士師記」に登場するサムソンを主題とした作品のうちの1つである。作品は、18世紀にプロイセン王フリードリヒ2世によってサンスーシ宮殿のために購入され、現在、ベルリン絵画館に所蔵されている。画面中央右寄りの柱に、レンブラントの署名と制作年「Rembrandt.fv.163(.)」が記されている。

## 作品
サムソンはナジル人で、ヨシュアの死後のイスラエルの指導者の肩書だった「士師」(判事) の最後に位置する人物であった。オランダの歴史家たちは、「士師」を「総督」を初めとするオランダの役職の模範であり、これらに対応する存在であると見なしていた。
サムソンは慣習に反して、ペリシテ人の妻を娶った。『サムソンの婚宴』に描かれている婚宴の席上、サムソンは30人の客に謎をかけ、誰も解くことができない方に賭ける。客人たちが怒るのを恐れた新婦は、こっそり彼らに答えを教える。答えを言い当てられたサムソンは怒り狂って、別の30人を殺し、妻のもとを去る。サムソンは、しばらく家を空けた後に戻って、和平を試みる。しかし、舅はサムソンの妻をすでに他の男に嫁がせてしまった後で、代わりに妹の提供を申し出る。激怒したサムソンは、「今度はわたしがペリシテ人に害を加えても、わたしには罪がない」という (「士師記」14-15)。
本作に描かれているのは、舅がサムソンの妻を別の男にやってしまったことを、サムソンが知る場面である。後に、サムソンはペリシテ人の耕地の作物に火を付けることになった。
美術史家のゲアリー・シュウォーツによれば、絵画の物語の主題は、「オランダ美術において、事実上先例がない」。事実、この主題は非常に稀なものである。シュウォーツは、作品がブランデンブルク選帝侯フリードリヒ・ヴィルヘルムにより委嘱された可能性があり、戦闘的な主題は同時代の出来事を示唆しているのかもしれないと述べている。当時、スペインからの独立を目指すオランダ共和国はスペインと戦争状態にあったが、同時代の出来事とはクレーヴェにおける両国間の戦闘のことである。
絵画は劇的な光の使用に特徴づけられ、ほとんど修正なしに非常に正確に描かれている。